# Monumento natural Cueva del Milodón

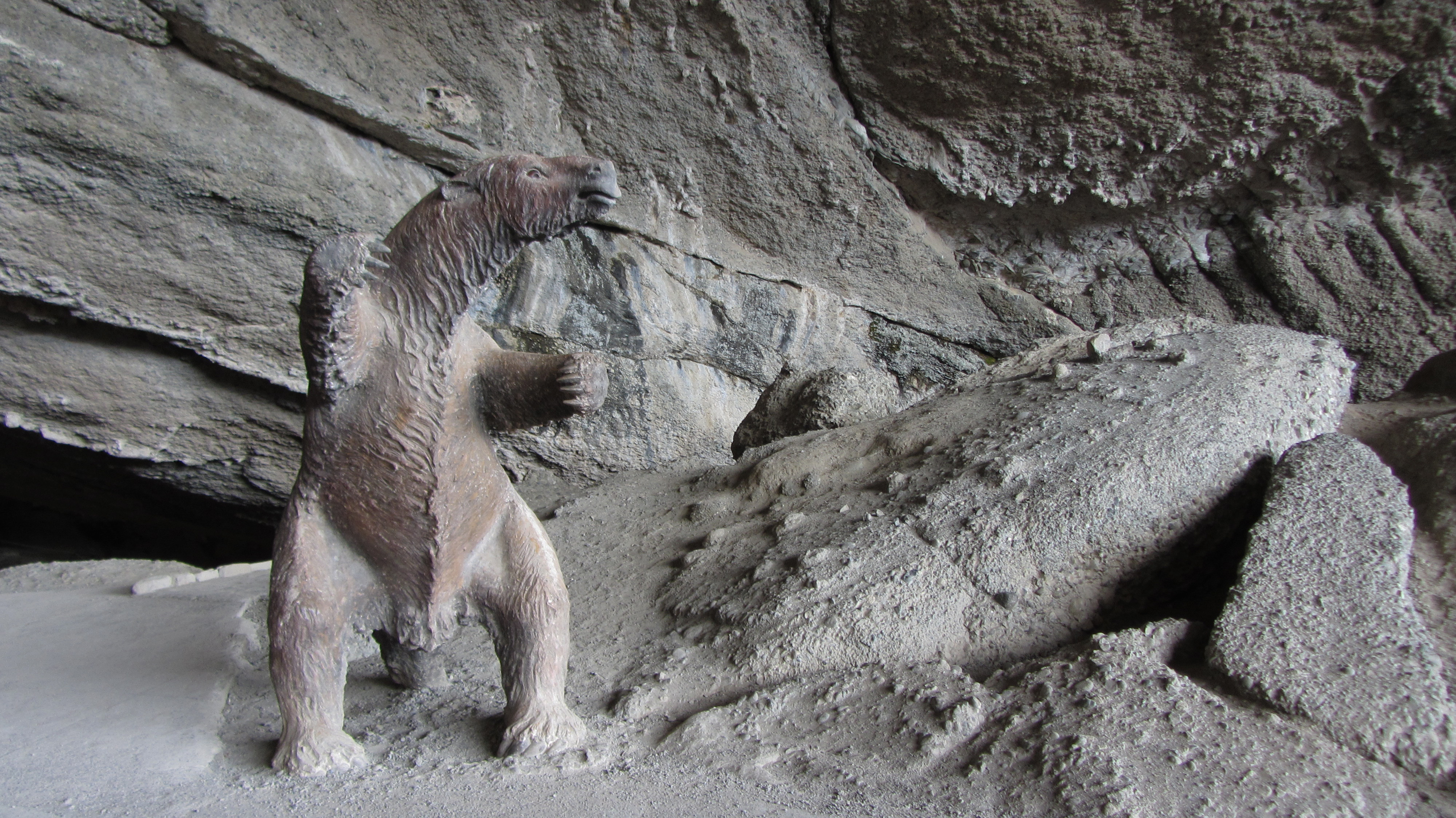
Réplica de un Milodón en el Monumento Natural

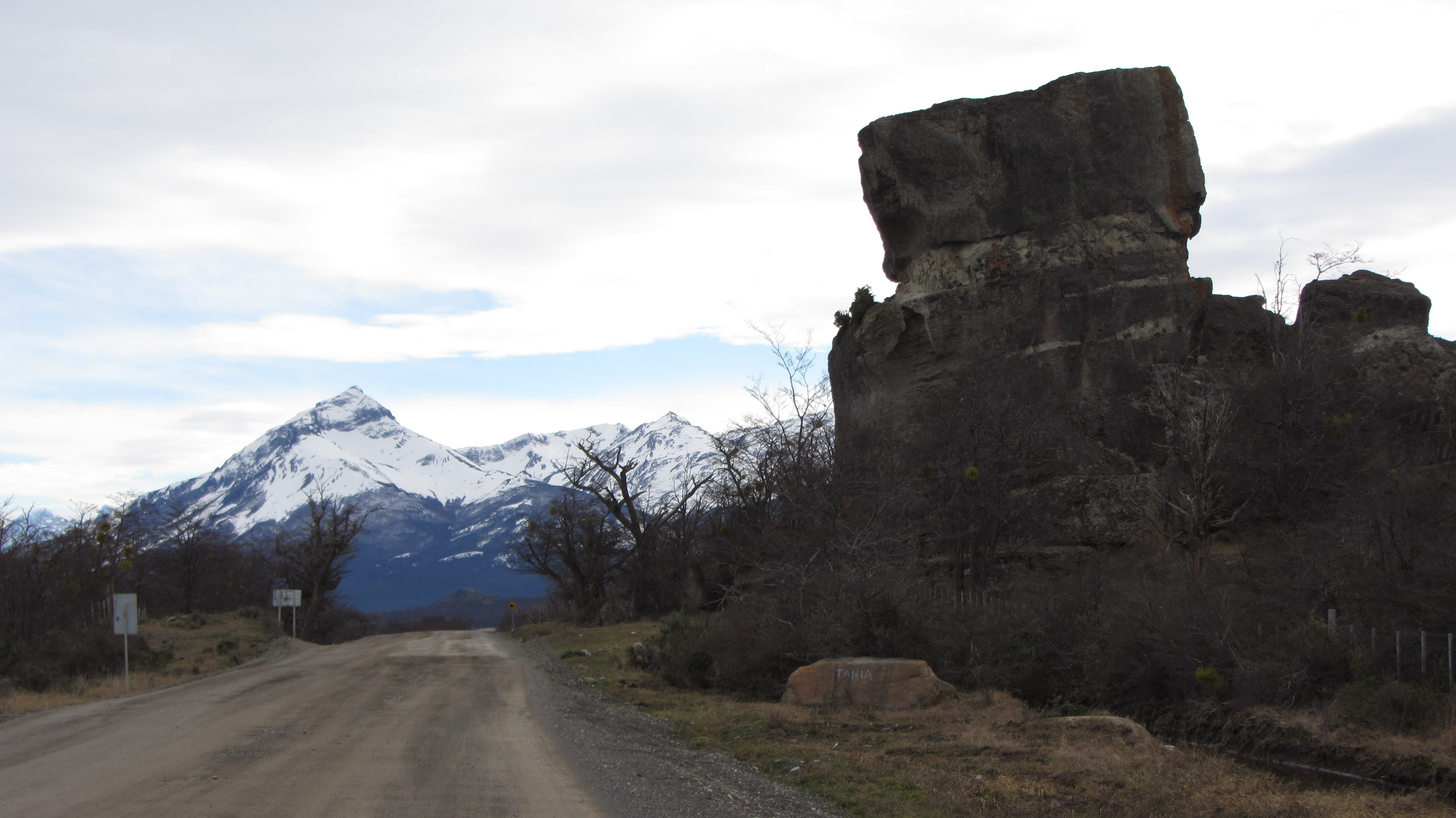
La Silla del Diablo a la entrada del Monumento Natural

El monumento natural Cueva del Milodón es un monumento natural conformado por tres cuevas en la Zona Austral de Chile, donde fueron hallados restos de milodones, mamíferos herbívoros de grandes dimensiones que se extinguieron, probablemente, a fines del Pleistoceno.
El monumento se encuentra a 24 kilómetros al norte de Puerto Natales, en la Provincia de Última Esperanza (Región de Magallanes y de la Antártica Chilena), y a 3 kilómetros de las aguas del fiordo Eberhard. A la entrada del monumento natural se encuentra el conglomerado rocoso del lago Sofía, del cual forma parte la Silla del Diablo.
De las tres cuevas, la mayor y más importante se ubica a 150 m s. n. m. y mide 30 m de alto, 80 m de frente y 200 m de profundidad.

## Formación
Durante el retiro progresivo del enorme manto de hielo que cubría gran parte de la Patagonia occidental durante la última expansión del glaciar cuaternario, hace unos 20 000 años, se dio paso a un paleolago que habría cubierto hasta poco más de la cota de los 150 m s. n. m.. A este nivel se encontraba una capa de lutita, la cual estaba ubicada debajo de una capa de conglomerado rocoso en las laderas del cerro Benítez y sitios adyacentes al actual lago Sofía. El fuerte oleaje de este gigantesco lago proglacial habría erosionado la lutita dando origen a estas cuevas y grutas del complejo lago Sofía-cerro Benítez.

## Historia

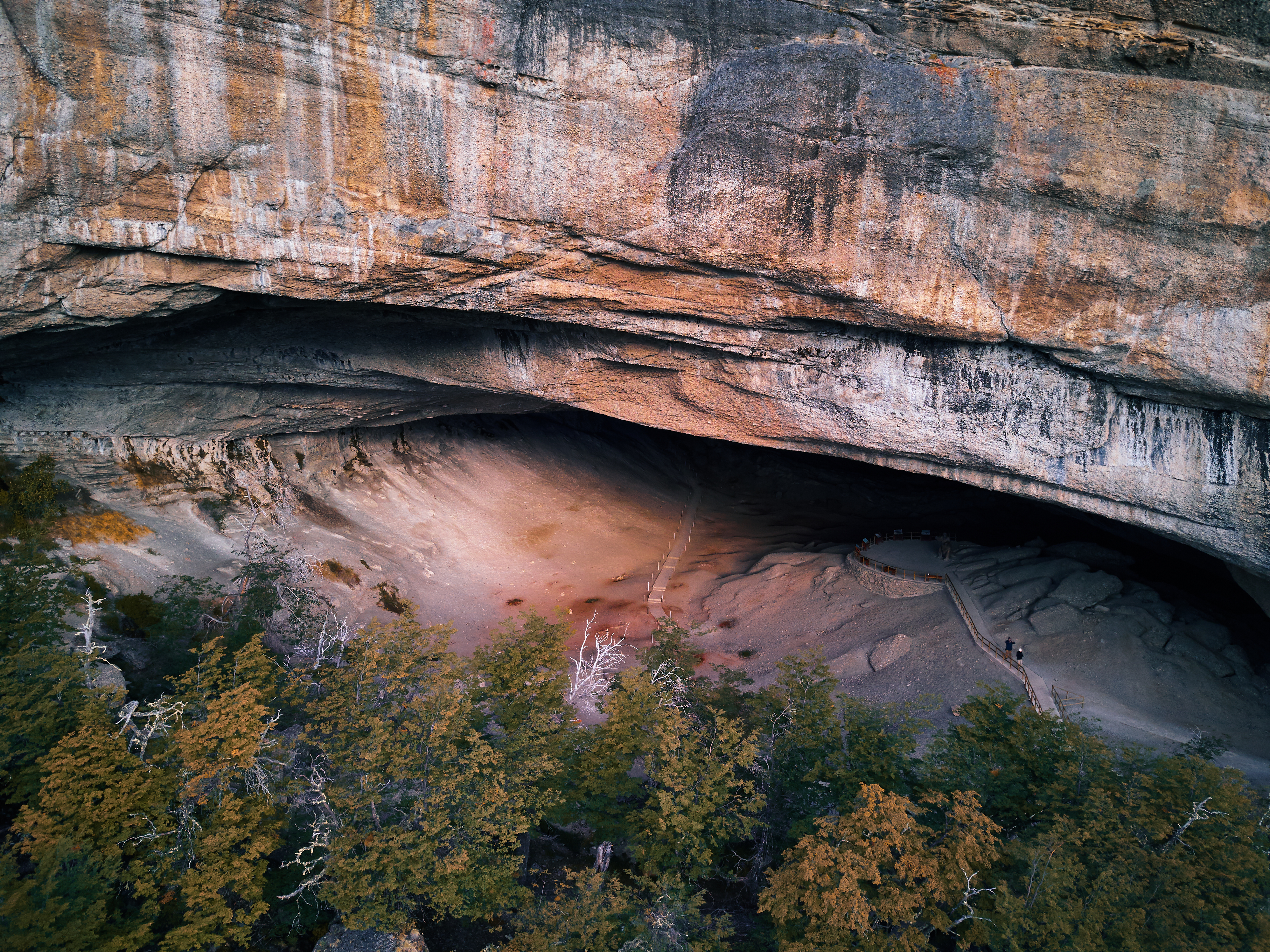
Vista hacia el interior de la cueva grande.

La cueva fue descubierta en 1895 por el marino mercante alemán Hermann Eberhard mientras realizaba una exploración de reconocimiento de los terrenos que le habían sido cedidos en concesión con fines de colonizar la Provincia de Última Esperanza. Al interior de la «Gruta Eberhard», como fue llamada en aquel entonces la cueva, encontraron en ella piel, huesos y otros restos de un animal extinto, el milodón (Mylodon darwini), un herbívoro de grandes dimensiones que se extinguió, probablemente, a fines del Pleistoceno. Además encontraron osamentas humanas, pertenecientes a la cultura paleoindia la cual habría habitado la cueva hace 8000 años. Por lo bien conservado que se encontraban los restos del milodón, principalmente un trozo de piel de aproximadamente 1 m², Eberhard decidió llevar los restos a su naciente estancia, denominada Puerto Consuelo. En el año 1896, recibió la visita del geólogo, geógrafo y explorador polar sueco Otto Nordenskjöld, quien tras solicitarle a Eberhard un trocito de la piel, erróneamente lo clasificó como perteneciente al género Glossotherium. Fue Nordenskjöld quien en su paso por Buenos Aires dio a conocer este hallazgo en la Patagonia chilena, y que en los siguientes años generó una serie de excavaciones, tanto científicas como pseudocientíficas. Una expedición británica organizada por el periódico The Sun, bajo el mando de Hesketh Prichard, intentó encontrar infructuosamente a un ejemplar vivo.

## Turismo
Aparte del enorme significado histórico y científico, la cueva del Milodón tiene un gran atractivo turístico, entre otros por el hermoso paisaje que la rodea y porque se encuentra a solo 60 km al sur del parque nacional Torres del Paine, lo que la convierte en parada obligada para quienes viajan desde o hacia el parque.
Además, a la entrada de la cueva mayor se encuentra una réplica del animal, semejante a un milodón, construida en 1978 por Harold Krusell mediante encargo del Sernatur. El monumento integra parte del recorrido de la Ruta del Fin del Mundo.

## Visitantes
Este monumento natural recibe una gran cantidad de visitantes chilenos y extranjeros cada año.
| Año         | 2014    | 2015    | 2016    | 2017    | 2018    | 2019    | 2020   | 2021   | 2022   | 2023    | 2024   |
| ----------- | ------- | ------- | ------- | ------- | ------- | ------- | ------ | ------ | ------ | ------- | ------ |
| chilenos    | 72.408  | 77.585  | 102.288 | 100.751 | 95.538  | 10.0465 | 51.926 | 51.499 | 78.620 | 67.562  | 40.480 |
| extranjeros | 29.409  | 33.248  | 37.370  | 38.804  | 40.181  | 45.137  | 17.553 | 1.155  | 13.526 | 34.909  | 55.104 |
| Total       | 101.817 | 110.833 | 139.658 | 139.555 | 135.719 | 145.602 | 69.479 | 52.654 | 92.146 | 102.471 | 95.584 |

## Homenajes
El monumento es una parte importante de la película documental Nómada: Tras los pasos de Bruce Chatwin, director alemán Werner Herzog, siendo el foco del primer segmento del mismo: Piel del Brontosaurio. Herzog visita Punta Arenas y  conoce a Karin Eberhard, la bisnieta del explorador del siglo XIX Hermann Eberhard, quien descubrió el perezoso gigante.